# Kościół Wszystkich Świętych w Święcianach
Kościół Wszystkich Świętych w Święcianach – kościół parafialny w Święcianach na Wileńszczyźnie.

## Historia

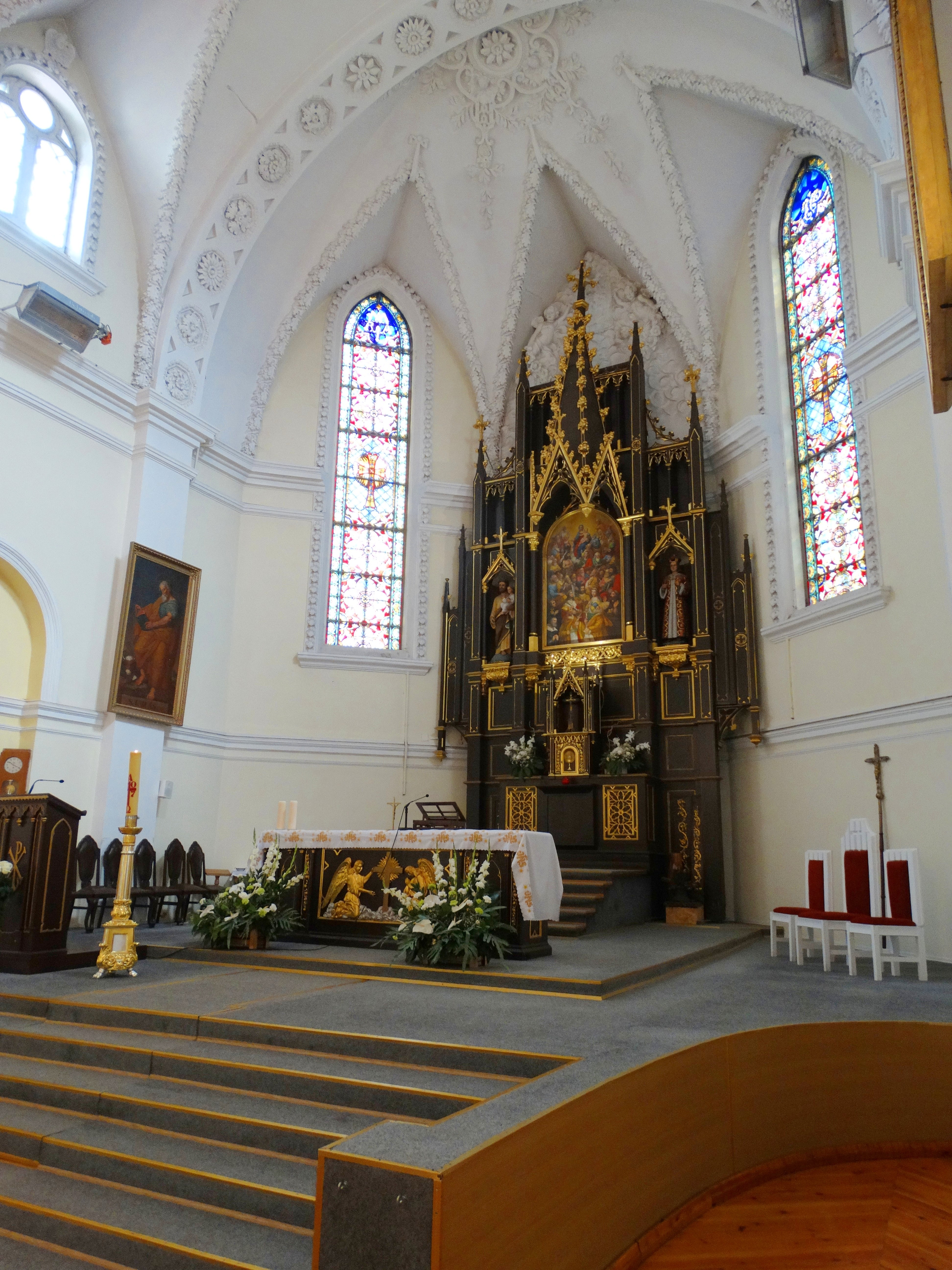
Ołtarz główny

Dokumenty z 1514 r. wskazują, że pierwszy kościół w Święcianach zbudował wielki książę litewski Witold. W 1636 r. zbudowano nowy kościół, wyremontowany w 1743 roku. W 1817 r. znajdował się w złym stanie technicznym, po 1818 r. został odremontowany. W 1853 r. kościół ponownie przeszedł gruntowny remont. W 1869 rosyjski rząd nakazał, by nie głosić kazań w języku polskim, lecz rosyjskim. W 1876 r. wydano zezwolenie na budowę cmentarza.
W 1889 r. zaprojektowano kamienny kościół. Generał-gubernator zabronił budowy, ponieważ projekt przewidywał ozdobną fasadę. W 1892 r. projekt został uproszczony. Fundatorem kościoła był carski generał, z pochodzenia polak, Kazimierz Czechowicz. On też ufundował ołtarz główny. Władze inspirowane przez proboszcza prawosławnej parafii, postawiły jednak warunek: w mieście musiała także stanąć nowa cerkiew. Czechowicz spełnił żądanie i ufundował obie świątynie.
W 1895 r. zatwierdzono projekt murowanej świątyni i wydano pozwolenie na budowę. Kościół został wybudowany w 1898 i konsekrowany przez bp. Stefana Aleksandra Zwierowicza w 1900 r. W 1914 r. wybudowano salę parafialną.
W 1998 r. kościół został gruntownie odnowiony.

## Architektura
Budynek zbudowano w stylu historyzmu, posiada dwie wieże, boczne zakrystie i półkolistą apsydę. Składa się z trzech naw rozdzielonych kolumnami. Cmentarz okala kamienne ogrodzenie.
We wnętrzu znajduje się drewniany neogotycki ołtarz z końca XIX w., drewniana ambona oraz małe organy z tego samego okresu.